# Emil Ferdinand Vogel
Emil Ferdinand Vogel (* 1801 in Lobstädt; † 1852 in Leipzig) war ein deutscher Jurist, Philologe und Rechtshistoriker in Leipzig.

## Leben
Vogel besuchte ab 1812 das Gymnasium Freiberg und studierte ab Mai 1820 an der Universität Leipzig, wo er später – vom Wintersemester 1826 bis zum Sommersemester 1851 – auch als Lehrkraft verzeichnet war. 1828 legte er die Schrift De singulari historiae studio, primario verae jurisprudentiae fonte commentatio. als Dissertation zur Erlangung des Doktortitels beider Rechte und der Philosophie sowie des Magister iuris vor. 1833 folgte die lateinische Dissertation Jani Vincentii Gravinae Jurisconsulti Romani Canones disputandi Observationibus quibusdam illustrati, die sich mit dem römischen Rechtsgelehrten Gianvincenzo Gravina befasst. Vogel war an der Universität als Privatdozent der Rechte und der Philosophie tätig und verfasste sowohl juristische als auch historische Abhandlungen sowie eine biografische Skizze über Gottfried Wilhelm von Leibnitz. Auch zur literarischen Verteidigung zum Nutzen der lateinischen Sprache des Juristen und Appellationsgerichtsrats Friedrich Platner (1730–1770), der ab 1752 an der Universität Leipzig unterrichtete, gab er eine Rezension heraus. Vogel war Mitarbeiter der Zeitschrift Serapeum und gab 1836 ein alphabetisch geordnetes Lexikon der wissenschaftlich-juristischen Literatur der bis zum Ende des Jahres 1835 in der Goethe-Bibliothek erschienenen Dissertationen, Programme und sonstigen juristischen Kommentare unter dem Titel Lexicon literaturae academico-iuridicae : quo tituli dissertationum, programmatum aliarumque commentationum iuridicarum ab Academiarum initiis usque ad finem anni 1835 editarum et in Libraria Goethiana venalium alphabetico ordine continentur heraus.

## Werke (Auswahl)
- De singulari historiae studio, primario verae jurisprudentiae fonte commentatio. Hinrichs, Leipzig 1828. OCLC 312917094.
- Lehrbuch der Encyclopädie und Methodologie der Rechtswissenschaft. C. H. F. Hartmann, Leipzig 1829 (digitale-sammlungen.de).
- Lexicon literaturae academico-iuridicae que tituli dissertationum, programmatum aliarumque commentationum iuridicarum ab academiarum initiis usque ad finem anni 1835 editarum et in libraria Weigeliana venalium alphabetico ordine continentur. 2 Bände. T.O. Weigel, Leipzig 1836–1838, OCLC 724605492.
- Alterthümer der Stadt und des Landes Braunschweig. Nach größtentheils noch unbenutzten Handschriften und mit Abbildungen. Friedrich Otto, Braunschweig 1841, urn:nbn:de:bvb:12-bsb10003436-3.
- Geschichte der denkwürdigsten Erfindungen von der ältesten bis auf die neueste Zeit. Ein Volksbuch zum Selbstunterricht für alle Stände. Drei Bände. J. C. Theile, Leipzig 1842, (Band 1 digitale-sammlungen.de, Band 2 archive.org, Band 3 archive.org).
- Bemerkungen über die historischen Grundlagen für die Steuer-Freiheit der Rittergüter im Königreiche Sachsen. Mit Rücksicht auf die neue Grundsteuer-Regulirung und Ablösung der Steuer-Freiheit. Goetz, Leipzig 1843.
- Würdigung des Rechtsinstituts der Geschworenen-Gerichte beim Strafverfahren – in einer historisch.-kritischen Schilderung des Ursprungs und der allmählichen Fortbildung dieser Gerichte in Deutschland, England und Frankreich. Nebst einem Anhange über den neuen preußischen Strafgesetz-Entwurf. Adolf Wienbrack, Leipzig 1844, urn:nbn:de:bvb:12-bsb10395803-9.
- Geschichte der denkwürdigsten Erfindungen von der ältesten bis auf die neueste Zeit. Ein Volksbuch zum Selbstunterricht für alle Stände. Brauns, Leipzig 1842–1847, urn:nbn:de:hbz:061:1-492015.
- Vollständiges Verdeutschungs- und Erklärungs-Wörterbuch aller in der Juristen-Sprache, so wie in dem Geschäftsverkehr am häufigsten vorkommenden Fremdwörter. 3. Auflage. Johann David Grimm, Schkeuditz / Lützen 1856 (books.google.de).